# Praia da Ribeira Izé
A Praia da Ribeira Izé é uma praia do Arquipélago de São Tomé e Príncipe, localiza-se a Oeste da ilha do Príncipe próxima ao Monte Sundy e ao povoado de Santa Rita, frente à foz da Ribeira Izé, entre o promontório da Ponta da Furna e do Promontório da Ponta Marmita.